# Neuhausen-Nymphenburg
Neuhausen-Nymphenburg, Stadtbezirk 9 Neuhausen-Nymphenburg – 9. okręg administracyjny Monachium, w Niemczech, w kraju związkowym Bawaria. W 2013 roku okręg zamieszkiwało 95 906 mieszkańców.